# Abbeville (Mississippi)
Abbeville è una città (town) degli Stati Uniti d'America, situata nella contea di Lafayette, nello Stato del Mississippi.

## Storia
Abbeville fu fondata negli anni 1830 da alcuni pionieri provenienti da Abbeville, nella Carolina del Sud. Essi vivevano apparentemente in pace con gl'indiani Chickasaw, il cui capo, Toby Tubby, era il proprietario ed il gestore di un traghetto lungo la rotta commerciale Memphis-Oxford.
Durante la guerra di secessione americana Abbeville fu quasi completamente distrutta nel corso della campagna di Vicksburg.
L'ufficio postale di Abbeville venne istituito il 28 settembre 1843 con John B. Davis come primo capo.